# Іст-Гейлсбург (Іллінойс)
Іст-Гейлсбург (англ. East Galesburg) — селище (англ. village) в США, в окрузі Нокс штату Іллінойс. Населення — 763 особи (2020).

## Географія
Іст-Гейлсбург розташований за координатами 40°56′38″ пн. ш. 90°18′43″ зх. д. / 40.94389° пн. ш. 90.31194° зх. д. (40.943799, -90.311977).  За даними Бюро перепису населення США в 2010 році селище мало площу 3,85 км², з яких 3,72 км² — суходіл та 0,13 км² — водойми.

## Демографія
Згідно з переписом 2010 року, у селищі мешкало 812 осіб у 341 домогосподарстві у складі 231 родини. Густота населення становила 211 особа/км².  Було 358 помешкань (93/км²).
Расовий склад населення:
| - 97,7 % — білих - 0,6 % — чорних або афроамериканців - 0,1 % — корінних американців |

До двох чи більше рас належало 1,5 %. Частка іспаномовних становила 1,6 % від усіх жителів.
За віковим діапазоном населення розподілялося таким чином: 20,9 % — особи молодші 18 років, 61,7 % — особи у віці 18—64 років, 17,4 % — особи у віці 65 років та старші. Медіана віку мешканця становила 45,9 року. На 100 осіб жіночої статі у селищі припадало 106,6 чоловіків;  на 100 жінок у віці від 18 років та старших — 101,9 чоловіків також старших 18 років.
Середній дохід на одне домашнє господарство  становив 67 306 доларів США (медіана — 50 938), а середній дохід на одну сім'ю — 75 633 долари (медіана — 58 542). Медіана доходів становила 51 458 доларів для чоловіків та 26 042 долари для жінок. За межею бідності перебувало 10,1 % осіб, у тому числі 7,4 % дітей у віці до 18 років та 9,9 % осіб у віці 65 років та старших.
Цивільне працевлаштоване населення становило 388 осіб. Основні галузі зайнятості: освіта, охорона здоров'я та соціальна допомога — 29,1 %, транспорт — 11,9 %, науковці, спеціалісти, менеджери — 9,5 %, виробництво — 8,2 %.